# کوه ونتو
کوه ونتو (فرانسوی: Mont Ventoux‎) یکی از کوه‌های ناحیه پروانس در جنوب فرانسه است که در فاصله حدوداً بیست کیلومتری شمال شرقی کرپانتره در وکلوز قرار دارد. ضلع شمالی کوه هم‌مرز با دپارتمان دروم است. ارتفاع این کوه ۱۹۰۹ متر است و بلندترین کوه ناحیه به‌شمار می‌رود. از این رو القابی مانند «غول پرووانس» یا «کوه بی مو» به آن داده‌اند. شهرت کوه ونتو به دلیل قرار گرفتن آن در مسابقه دوچرخه سواری تور دو فرانس است. در تور دو فرانس ۲۰۰۹ میزبان نخستین آخر خط کوهستانی مرحله ماقبل پایانی در تاریخ تور بود.
ونتو در فرانسوی به معنی بادی است و این نام، به دلیل بادخیز بودن کوه به آن داده شده‌است. بادهایی با سرعت ۳۲۰ کیلومتر بر ساعت در آن ثبت شده‌است. در ۲۴۰ روز سال، سرعت باد بیش از ۹۰ کیلومتر بر ساعت است. معمولاً جاده فراز کوه به دلیل بادهای شدید بسته‌است. به ویژه «گردنه طوفان» در نزدیکی قله به دلیل بادهای قدرتمند این گردنه شناخته شده‌است. منشأ این نام به سده یکم یا دوم میلادی بازمی‌گردد. ممکن است از وینتور (خدای قله‌ها در قوم گل) یا ون-توپ (به معنی قله برفی در زبان گلی) گرفته شده باشد.
کوه ونتو از نظر زمین‌شناسی بخشی از آلپ است، ولی معمولاً به دلیل نبودن کوه‌هایی با ارتفاع مشابه در نزدیکی آن، جدا از آلپ در نظر گرفته می‌شود. بالای کوه از سنگ آهک بدون پوشش گیاهی تشکیل شده‌است و باعث می‌شود که از فاصله دور در تمام سال به صورتی قله ای پوشیده از برف دیده شود. پوشش برف واقعی آن از دسامبر تا آوریل باقی می‌ماند. موقعیت این کوه بر فراز دره رون باعث می‌شود بر تمام ناحیه اشراف داشته باشد و در یک روز آفتابی از کیلومترها دورتر قابل مشاهده باشد.

## تاریخچه

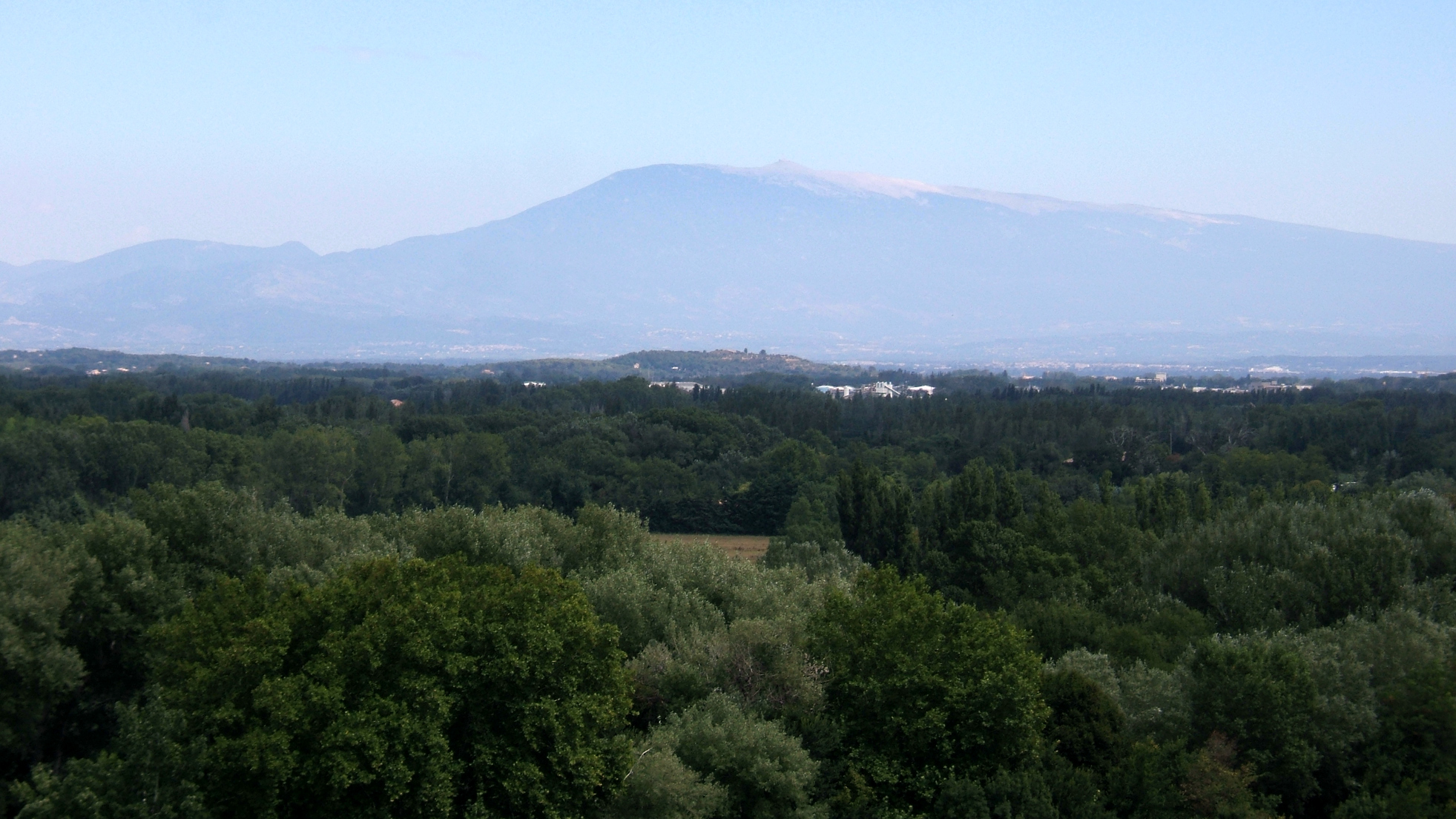
منظره کوه ونتو از اوینیون در فاصله ۵۰ کیلومتری

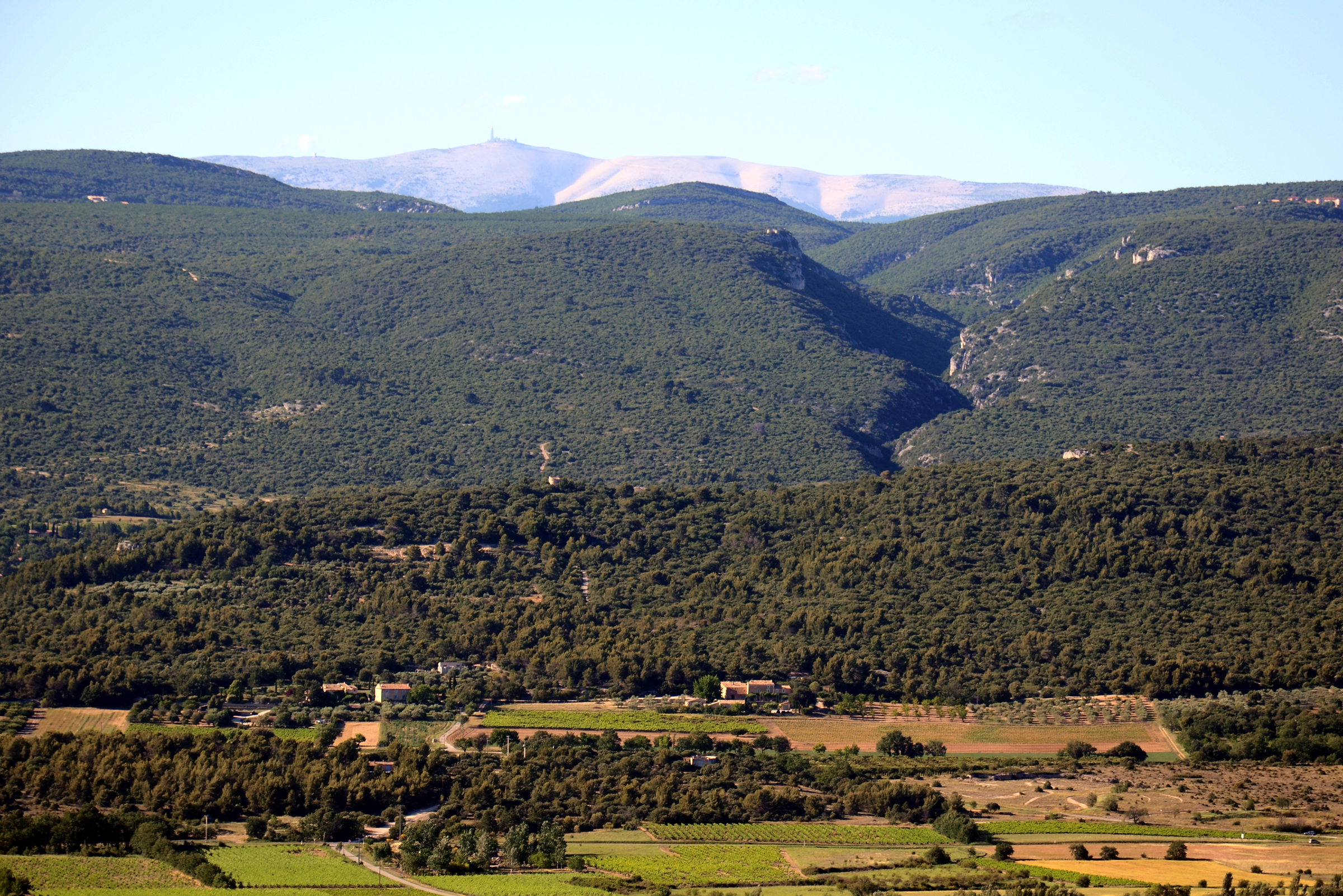
منظره کوه ونتو از روسیون

نخستین صعود ثبت شده توسط ژان بوریدان انجام شده‌است. او در مسیر خود به سوی دادگاه پاپی در اوینیون پیش از سال ۱۳۳۴ «برای انجام مشاهدات هواشناسی» از کوه ونتو صعود کرد. شاعر ایتالیایی پترارک شرح یک صعود احتمالاً خیالی توسط برادرش در ۲۶ آوریل ۱۳۳۶ را در اثر خود به نام صعود به کوه ونتو نوشت. در سده پانزدهم کیسایی در بالای کوه ساخته و به صلیب مقدس اختصاص داده شد.
در سال ۱۸۸۲ ایستگاه هواشناسی در قله ساخته شد ولی اکنون از آن استفاده نمی‌شود. در دهه ۱۹۶۰ یک دکل مخابراتی ۵۰ متری در آن نصب شد.

## پوشش گیاهی و جانوری
در گذشته کوه ونتو پوشیده از درختان بود؛ ولی از سده دوازدهم به بعد، کشتی سازان بندر نظامی تولون (فرانسه) درختان آن را به صورت سیستماتیک بریدند. از سال ۱۸۶۰ گونه‌هایی از درختان سخت‌چوب (مانند بلوط همیشه‌سبز و راش) و انواع مخروطیان (مانند سدر اطلسی و سیاه‌کاج) در بخشی از سطح کوه کاشته شد. در ارتفاعات بالاتر، گونه غالب درخت ارس است.

## دوچرخه سواری جاده
علاقه‌مندان دوچرخه‌سواری جاده می‌توانند از سه مسیر به قله صعود کنند.
- مسیر جنوبی از بدوین: ۱۶۱۷ متر افزایش ارتفاع در طول ۲۱٫۸ کیلومتر. این مشهورترین و سخت‌ترین سربالایی است. شیب متوسط آن ۷٫۴۳٪ است. سربالایی تا سن-استو ساده است و شیب متوسط آن ۳٫۹٪ در مسیری ۵٫۸ کیلومتری است؛ ولی شیب متوسط ۱۶ کیلومتر باقی‌مانده ۸٫۹٪ است. برای مقایسه، سربالایی آلپ دوئز ۱۳٫۸ کیلومتر با شیب متوسط ۷٫۹٪ است. کیلومترهای پایانی ممکن است در معرض باد شدید و متلاطم باشد. طی کردن مسیر برای رکابزنان آماتور مجرب یک و نیم تا دو و نیم ساعت و برای رکابزنان حرفه‌ای یک ساعت تا یک ساعت و ربع به طول می‌انجامد. سریعترین زمان ثبت شده برای طی سربالایی، مربوط به ایبان مایو است که در تایم تریل انفرادی کریتریوم دوفینه ۲۰۰۴ زمان ۵۵ دقیقه و ۵۱ ثانیه را ثبت کرد. نخستین زمان ثبت شده برای گذر از سربالایی مربوط به شارلی گاول در تور دو فرانس ۱۹۵۸ به مدت یک ساعت و ۲ دقیقه و ۹ ثانیه است.
- مسیر شمال غربی از مالوسن: ۱۵۷۰ متر افزایش ارتفاع در طول ۲۱٫۵ کیلومتر. سختی آن تقریباً معادل سربالایی بدوین است، ولی بهتر در برابر باد محافظت شده‌است.
- مسیر شرقی از سولت: ۱۲۱۰ متر افزایش ارتفاع در طول ۲۶ کیلومتر. ساده‌ترین مسیر است. پس از شاله رینار، با سربالایی بدوین یکسان است. شیب متوسط آن ۴٫۴٪ است.

هر سال مسابقه آماتوری برای صعود به قله در ۲۴ ساعت برگزار می‌شود. در سال ۲۰۰۶ ژان-پاسکال رو رکورد صعود از بدوین را شکست و در ۲۴ ساعت، ۱۱ بار سربالایی را طی کرد.

### تور دو فرانس

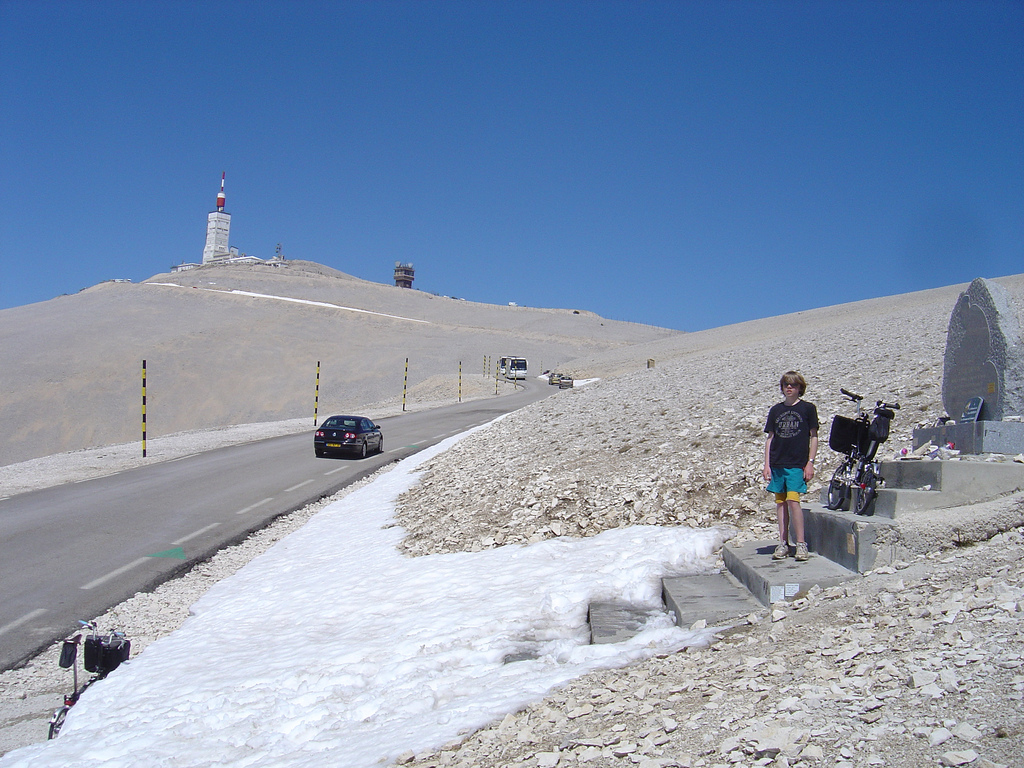
یادبود تام سیمپسون که در تور دو فرانس ۱۹۶۷ در نزدیکی قله درگذشت.

کوه ونتو صحنه یکی از خسته کننده‌ترین سربالایی‌های مسابقه دوچرخه سواری تور دو فرانس است. این کوه از سال ۱۹۵۱ تاکنون ۱۵ بار در مسیر تور قرار داشته‌است که بیشتر، از مسیر بدوین گذشته‌است. شهرت کوه ونتو دوچرخه سواران را از اقصی نقاط جهان به سوی خود جذب کرده‌است.
بدنامی این کوه در جهان به دلیل جان باختن تام سیمپسون رکابزن بریتانیایی در ۱۳ ژوئیه ۱۹۶۷ بر اثر گرمازدگی بود. مرگ او ناشی از ترکیب چند عامل از جمله دهیدراسیون، آمفتامین و الکل بود. هرچند هنوز علت اصلی مرگ او مورد بحث است. سیمپسون در یک کیلومتری قله به زمین افتاد؛ ولی از تماشاچیان خواست او را بلند کنند تا دوباره بر دوچرخه سوار شود. پس از آن که مسافتی حدود ۵۰۰ متر را طی کرد، دوباره به زمین افتاد و در بیمارستان درگذشت. در پیراهن و خون او، آمفتامین یافت شد. یادبودی برای سیمپسون در نزدیکی قله ساخته شده‌است. در سال ۱۹۷۰ ادی مرکس هنگامی که برنده مرحله شد، در آستانه سقوط بود. در سال ۱۹۹۴ نیز اروس پولی در ابتدای مرحله فرار کرد و به فاصله ای قابل توجه با گروه اصلی دست یافت و با این که در سربالایی، در هر کیلومتر یک دقیقه از برتری خود را از دست داد، نخستین نفری بود که به رأس رسید و در نهایت، برنده مرحله شد.

### آخر خط مرحله تور دو فرانس

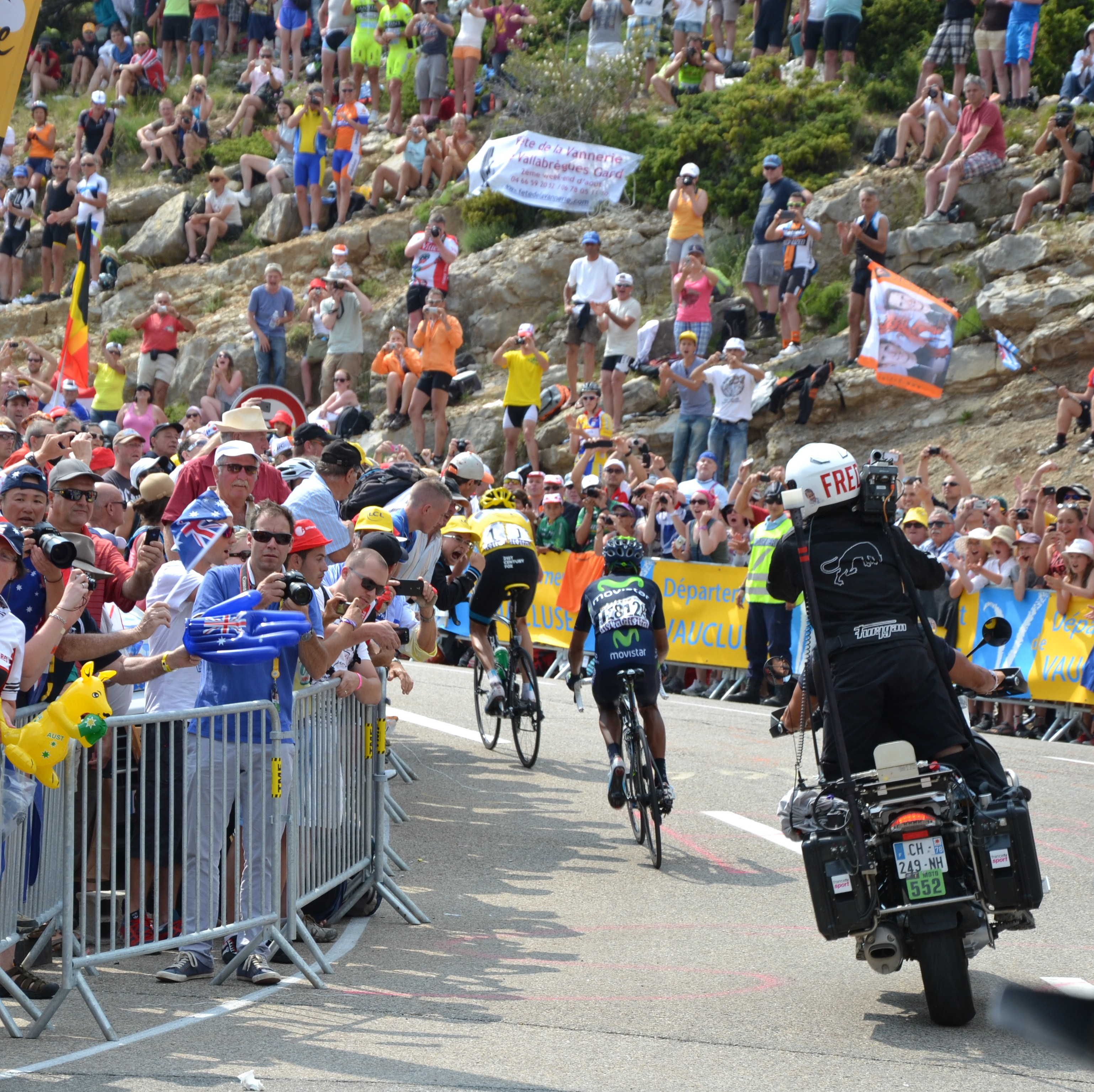
کریس فروم و نایرو کینتانا در حال طی سربالایی کوه ونتو در تور دو فرانس ۲۰۱۳

مسابقه ده بار در قله کوه ونتو خاتمه یافته‌است. خط پایان در ارتفاع ۱۹۰۹ متر قرار دارد؛ البته در چهار دوره خط پایان در ارتفاعی پایینتر در تراز ۱۸۹۵ متری واقع بود.

### سربالایی از بدوین به کوه ونتو
سربالایی بدوین به کوه ونتو یکی از سخت‌ترین مسیرهای دوچرخه سواری حرفه‌ای است. مسیر سربالایی به صورت دقیق اندازه‌گیری شده‌است تا جزئیات آن مشخص شود.
نمودار شیب متوسط در هر کیلومتر در بسیاری از کتاب‌ها و وبگاه‌های مربوط به دوچرخه سواری قابل مشاهده است. شیب متوسط کل و شیب متوسط در هر کیلومتر، اندکی متفاوت و وابسته به منبع اطلاعات است. اندازه‌گیری‌های دقیق نشان می‌دهد که شیب متوسط کل سربالایی ۷٫۴۳٪ است. این مقدار بر پایه فاصله افقی ۲۱۷۶۵ متر و افزایش ارتفاع ۱۶۱۷ متر محاسبه شده‌است. فاصله واقعی طی شده ۲۱۸۲۵ متر است.
شیب متوسط در هر کیلومتر به صورت جدول زیر است:
| کیلومتر | شیب متوسط | کیلومتر | شیب متوسط |
| ------- | --------- | ------- | --------- |
| ۱       | ۱٫۹٪      | ۱۲      | ۱۰٫۱٪     |
| ۲       | ۲٫۸٪      | ۱۳      | ۹٫۲٪      |
| ۳       | ۳٫۸٪      | ۱۴      | ۹٫۴٪      |
| ۴       | ۵٫۸٪      | ۱۵      | ۸٫۸٪      |
| ۵       | ۵٫۶٪      | ۱۶      | ۶٫۹٪      |
| ۶       | ۳٫۱٪      | ۱۷      | ۶٫۶٪      |
| ۷       | ۸٫۶٪      | ۱۸      | ۶٫۸٪      |
| ۸       | ۹٫۴٪      | ۱۹      | ۷٫۴٪      |
| ۹       | ۱۰٫۵٪     | ۲۰      | ۸٫۳٪      |
| ۱۰      | ۱۰٫۱٪     | ۲۱      | ۹٫۱٪      |
| ۱۱      | ۹٫۳٪      | ۲۲      | ۱۰٫۰٪     |

## اسکی
دو منطقه کوچک برای اسکی تجهیز شده‌است که یکی در صفحه شمالی و دیگری در صفحه جنوبی کوه قرار دارند. باد شدید و ارتفاع نسبتاً کم باعث شده‌است زمان بازبودن پیست‌ها برای عموم محدود شود. صفحه بالایی بر اثر بادهای شدید پر از تکه‌های یخ است.